# Piddinghoe
Piddinghoe är en civil parish i Storbritannien.   Den ligger i grevskapet East Sussex och riksdelen England, i den södra delen av landet, 80 km söder om huvudstaden London. Antalet invånare är 255. Arean är 3,8 kvadratkilometer.
Terrängen i Piddinghoe är platt.